# 御菓子司 せきね
御菓子司 せきね（おかしつかさ せきね）
1. 御菓子司 せきね - 埼玉県加須市柳生2821-1にある和洋菓子店。加須市の特産である『北川辺こしひかり』を自家製粉して使用した米粉の菓子などを製造販売している。本項で記述。
2. 有限会社御菓子司せきね（法人番号3030002080514） - 埼玉県本庄市中央3丁目3番41号に所在する菓子店。

## 概要・沿革
1951年（昭和26年）
太平洋戦争から復員した初代が、埼玉県北埼玉郡利島村柳生（現・加須市）にて關根菓子店（せきねかしてん）創業。干菓子をはじめとする和菓子製造をはじめる。
1979年（昭和54年）
二代目、洋菓子の製造技術を活かした洋生菓子・焼き菓子をはじめとした和洋折衷菓を考案。
1989年（平成元年）
第21回全国菓子大博覧会（松江菓子博）において、かぼちゃパイ『柳生そだち』が金賞受賞。
1994年（平成6年）
第22回全国菓子大博覧会（金沢市）において、栗最中『大杉ばやし』が有功金賞受賞。
2001年（平成13年）
創業50周年。
2012年（平成24年）
三代目、日本菓業振興会年間作品表彰にて『優秀技能賞』受賞。
2013年（平成25年）
日本菓業振興会年間作品表彰にて『最優秀技能賞』受賞。
2014年（平成26年）
日本菓業振興会年間作品表彰にて『最優秀技能賞』受賞。
第5回全国菓子研究団体連合会主催技術コンテスト盆景菓子部門にて『準グランプリ』受賞。
2015年（平成27年）
全日本和菓子品評会工芸・盆景菓子部門『最高大賞』、および品評会上生・引菓子部門『文化大賞』を受賞

## 主な製品

### 米粉の菓子
- わたら瀬：加須市を流れる渡良瀬川・渡良瀬遊水地の四季を表現した米粉の蒸し菓子。
- みやび
- こしひかり団子
- こしひかり饅頭[2]
- 米こめリーフパイ

※同店では2015年（平成27年）に加須市登録商標『北川辺こしひかり』の使用認可を取得。

### 和菓子
- 上生菓子：練り切り等を用いて花鳥風月を現した茶席菓子。
- 大杉ばやし：加須市柳生地区に伝わる『柳生大杉ばやし』の名を冠した最中。第二十一回全国菓子大博覧会有功金賞受賞商品。
- 初代柏戸 力士餅(ちからもち)：加須市柏戸出身の力士『柏戸村右衛門』をテーマにした黒糖風味のきな粉餅。
- どら焼き
- 特製羊羹
- つぶ栗

### 和洋折衷菓
- オニバスの郷：加須市指定天然記念物オニバスをモチーフとした黒糖風味の和風クッキー。
- 羽衣
- 柳生そだち：かぼちゃパイ。第二十一回全国菓子大博覧会金賞受賞商品。
- 抹茶プリン
- 麦ふうせん